# ユーヤイヤコ国立公園
ユーヤイヤコ国立公園（ユーヤイヤコこくりつこうえん、スペイン語: Parque Nacional Llullaillaco、英語: Llullaillaco National Park）は、チリにある国立公園である。アントファガスタから南東に275キロメートルのところに位置し、ドメイコ山脈の東側アルゼンチンとの国境にある。園内にはユーヤイヤコ火山を頂点としたいくつかの山々があり、広大な半砂漠地帯に渓谷が点在している。インカ道の一部がリオフリオで見られる。

## 植生
アンデス高地に位置し、園内には126種の植物が観測されている。そのうち21種が地域の固有種である。

## アクセス
公園を訪れるには、チリ森林公社（CONAF）から公的な許可とが必要となる。9月1日から5月31日まで訪問可能。
ビクーニャの群れを見ることができる。

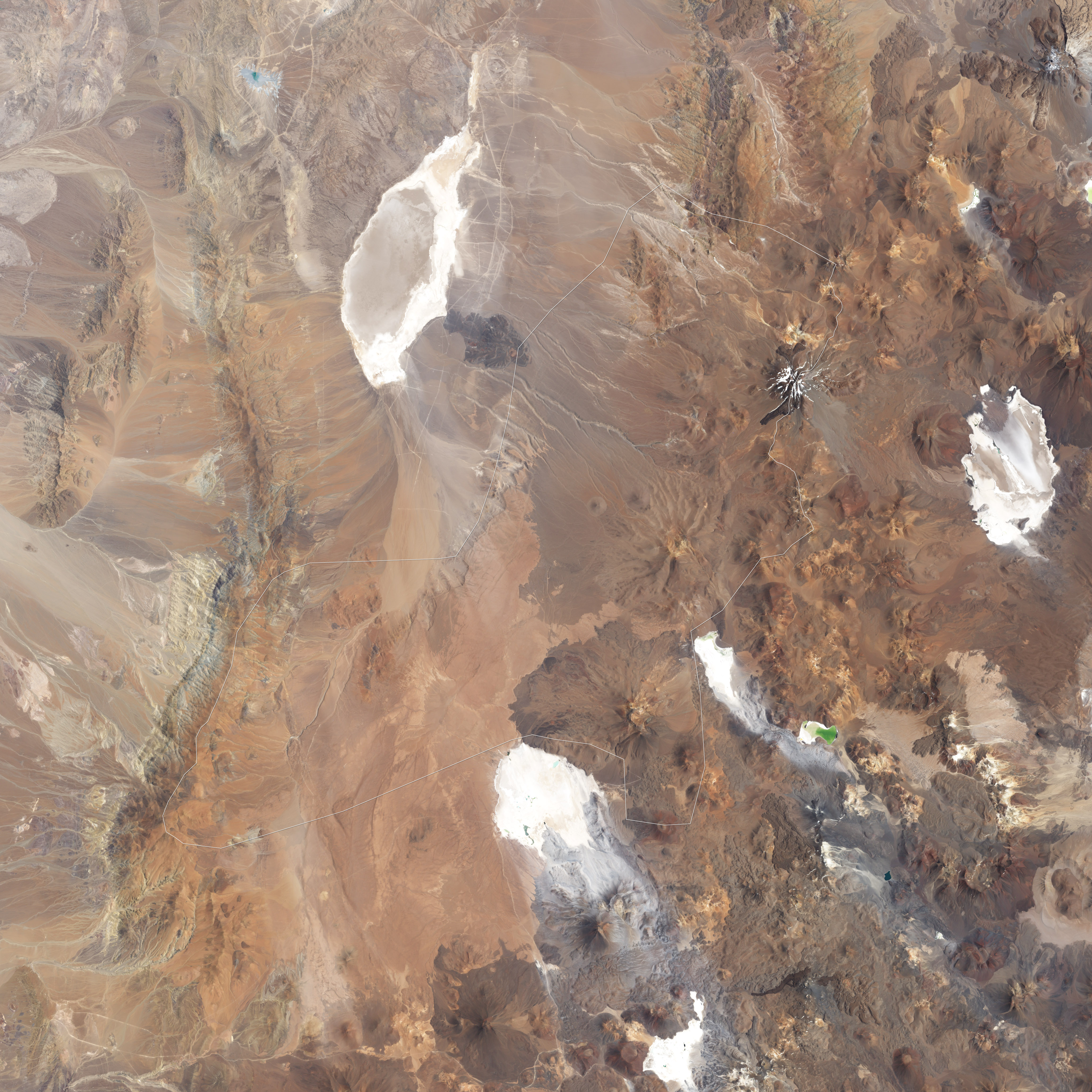
ユーヤイヤコ国立公園の衛星写真